# Mawdryn Undead
A Mawdryn Undead a Doctor Who sorozat 125. része, amit 1983. február 1.–e és február 9.-a között adtak négy epizódban. Ez a Fekete Őrző trilógia első története, aminek minden részében megjelenik a Fekete Őrző. Ebben a részben jelenik meg először Mark Strickson, mint Vislor Turlough a Doktor új útitársa. Továbbá itt jelenik meg ismét Lethbridge-Stewert dandártábornok. Ez a karakter nem jelent meg a Terror of the Zygons című rész óta, amit nyolc éve mutattak be.

## Történet
A Doktor régi ismerőse, a nyugdíjas Lethbridge-Stewart tábornok matematikát oktat egy kollégiumban. Egyik tanítványát, Turlough-t a gonosz Fekete Őrző rákényszeríti a fiút, hogy ölje meg a Doktort. A Tardis eközben téridő csapdába esik és egy örökös pályán keringő űrhajóra kerül, ahol egy folyamatosan regenerálódó tudós, Mawdryn él a kollégáival. A Doktor csak saját élete árán menthetné meg őket. Mikor egy transzmat sugárral a Földre megy, furcsának találja, hogy a tábornok nem emlékszik rá valami miatt...

## Epizódlista
| Epizódok sorszáma | Bemutató napja   | Hossza | Nézők száma (millió) |
| ----------------- | ---------------- | ------ | -------------------- |
| 1.                | 1983. január 18. | 24:03  | 6,5                  |
| 2.                | 1983. január 19. | 24:33  | 7,5                  |
| 3.                | 1983. január 25. | 24:32  | 7,4                  |
| 4.                | 1983. január 26. | 24:33  | 7,7                  |

## Könyvkiadás
A könyvváltozatát 1984. január 12.-n adta ki a Target könyvkiadó. Írta Peter Grimwade.

## Otthoni kiadás
- VHS-n 1992 novemberében adták ki.
- DVD-n 2009. augusztus 10.-n adták ki a "Black Guardian Trilogy" című dobozban.

### Fordítás
- Ez a szócikk részben vagy egészben  a   Mawdryn_Undead című angol Wikipédia-szócikk fordításán alapul.  Az eredeti cikk szerkesztőit annak laptörténete sorolja fel. Ez a jelzés csupán a megfogalmazás eredetét és a szerzői jogokat jelzi, nem szolgál a cikkben szereplő információk forrásmegjelöléseként.